# Atletismo nos Jogos Pan-Americanos de 1995 - Salto triplo masculino
A prova do salto triplo masculino nos Jogos Pan-Americanos de 1995 foi realizada em 24 de março, no Estádio Atlético "Justo Roman".

## Medalhistas
| Ouro                     | Prata                      | Bronze               |
| Yoelvis Quesada CUB Cuba | Jerome Romain DMA Dominica | Yoel García CUB Cuba |

## Final
| Posição           | Nome             | Nacionalidade      | Marca | Notas |
| ----------------- | ---------------- | ------------------ | ----- | ----- |
| Medalha de ouro   | Yoelvis Quesada  | CUB Cuba           | 17.67 |       |
| Medalha de prata  | Jerome Romain    | DMA Dominica       | 17.24 |       |
| Medalha de bronze | Yoel García      | CUB Cuba           | 17.21 |       |
| 4                 | LaMark Carter    | USA Estados Unidos | 16.77 |       |
| 5                 | Anísio Silva     | BRA Brasil         | 16.61 |       |
| 6                 | Richard Thompson | USA Estados Unidos | 16.16 |       |
| 7                 | Freddy Nieves    | ECU Equador        | 15.46 |       |
| 8                 | Wayne McSween    | GRN Granada        | 15.35 |       |